# Tim Williams (Skispringer)
Tim Williams ist ein ehemaliger US-amerikanischer Skispringer.
Williams bestritt am 28. Februar 1981 sein einziges Weltcup-Springen im französischen Saint-Nizier. Er beendete das Springen auf dem 11. Platz und konnte so fünf Weltcup-Punkte gewinnen. Am Ende der Weltcup-Saison 1980/81 stand er auf dem 70. Platz in der Gesamtwertung.